# HERO (2007년 영화)
《히어로》(영어: HERO)는 2007년 9월 8일 개봉한 키무라 타쿠야 주연의 일본 영화이다. 대한민국에서는 같은해 11월 1일 개봉하였다.

## 개요
2001년 드라마, 2006년에 특별편이 방송되어 전회 시청률 30% 이상을 기록한 후지 TV 드라마 《HERO》의 극장판으로, 후지 TV 게츠쿠 드라마의 오리지널 작품이 영화화가 된것은 이 작품이 처음이다. 2006년에 방송된 특별편의 스토리가 이어진다.
그 밖에도, 마츠모토 코시로와 마츠 타카코의 부녀간의 공동 출연과 한국 로케, 한국 배우 이병헌의 우정 출연 등으로 화제를 모았다.
흥행 수입은 7주 연속 1위를 달성, 2007년 9월 8일과 9일 이틀에 흥행 수입 10억 1000만엔, 관객 동원 75만명을 기록했다. 총 흥행 수입은 2007년 개봉한 일본 영화중 1위로, 81억 엔이다.

## 수상 정보
- 제25회 골든 글로스상 일본 영화부문 최우수 골드상

## 같이 보기
- HERO - 2001년 방송된 텔레비전 드라마